# نیم‌کره‌ها (آلبوم)
«نیم‌کره‌ها» (به انگلیسی: Hemispheres) آلبومی از راش است که در سال ۱۹۷۸ میلادی منتشر شد.